# Günther Irmscher senior
Günther Irmscher senior (* 1937; † 9. Februar 1996) war ein deutscher Unternehmer und Automobilrennfahrer. Er gründete 1968 das Unternehmen Irmscher Automobilbau, das seit 1996 von seinem Sohn Günther Irmscher junior geleitet wird.

## Karriere als Rennfahrer
Günther Irmscher senior startete ab 1965 mit einem NSU Prinz TT, den er in Eigenarbeit in einer Doppelgarage für die Einsätze vorbereitete, in Rallye- und Rundstreckenrennen.
Von 1966 bis 1970 ging er regelmäßig bei der Rallye Tour d’Europe, zunächst mit einem NSU Prinz TT, später ab 1968 mit einem Opel Kadett und Opel Commodore an den Start.
Sein bestes Ergebnis bei der Rallye Tour d’Europe und gleichzeitig seinen größten Motorsporterfolg erzielte er zusammen mit seinem Beifahrer Harald Andersen 1967 mit dem Gesamtsieg. Bei seiner letzten Rallye Tour d’Europe erreichte er den zweiten Platz in der Gesamtwertung.

## Karriere als Unternehmer
1968 gründete Irmscher das Unternehmen Irmscher Automobilbau, das vornehmlich Fahrzeug- und Motoren-Tuning für Wagen der Marke Opel anbot. Ab 1970 baute er in Kooperation mit Opel individualisierte Fahrzeuge, die als Irmscher Opel vertrieben wurden.
Parallel dazu stattete Irmscher einige Rallye-Piloten, wie Walter Röhrl, Achim Warmbold und Sepp Haider mit seinen Rennwagen aus und konnte so als Team in nationalen und internationalen Veranstaltungen, wie der Rallye-Europameisterschaft, Gewinne verzeichnen.
Von 1989 bis 1991 ging das Irmscher-Rennteam in der Deutschen Tourenwagen-Meisterschaft an den Start. Dort wurden die Rennwagen Opel Kadett GSi 16V und Opel Omega 3000 24V eingesetzt. Das beste Ergebnis für das Team erreichte Markus Oestreich 1989 mit dem 19. Platz in der Gesamtwertung.